# Romano Battisti
Romano Battisti (Priverno, 21 agosto 1986) è un canottiere italiano, specializzato nel doppio, disciplina in cui ha conquistato una medaglia d'argento a Londra 2012.

## Biografia
Sulla storia di Romano e del suo compagno di barca alle Olimpiadi di Londra, Alessio Sartori, inizialmente esclusi dalla Federazione Canottaggio che non li considerava all’altezza della competizione, il giornalista sportivo Gianluca Atlante ha scritto un libro intitolato "Doppio Giallo".
Ha partecipato in coppia con Francesco Fossi alle Olimpiadi di Rio 2016 arrivando in quarta posizione.
Ai Campionati europei di canottaggio di Račice 2017, assieme ai compagni Emanuele Fiume, Andrea Panizza e Giacomo Gentili, ha vinto la medaglia di bronzo nel quattro di coppia, chiudendo alle spalle dei lituani Dovydas Nemeravičius, Martynas Džiaugys, Rolandas Maščinskas e Aurimas Adomavičius (oro) e dei polacchi Dariusz Radosz, Adam Wicenciak, Dominik Czaja e Wiktor Chabel (argento).

## Palmarès
- Giochi olimpici

Londra 2012: argento nel 2 di coppia.
- Campionati del mondo di canottaggio

Chungju 2013: bronzo nel 2 di coppia.
Amsterdam 2014: argento nel 2 di coppia.
- Campionati europei di canottaggio

Varese 2012: argento nel 2 di coppia.
Siviglia 2013: oro nel 2 di coppia.
Račice 2017: bronzo nel 4 di coppia.
- Giochi del Mediterraneo

Pescara 2009: bronzo nel singolo.
Mersin 2013: oro nel 2 di coppia.
Tarragona 2018: bronzo nel 2 di coppia